# フリーダム・ファイターズ (DCコミックス)
フリーダム・ファイターズは、DCコミックスに登場するチーム。

## 概要
クオリティ・コミックスによって生み出されたキャラクターたちが、DCコミックスに加入した際、一つのチームとしてまとめられたもの。
アースXを舞台にしたシリーズでは、ナチスに支配されたアメリカを舞台に、失われた愛国心を武器に戦うチームとされている。このシリーズでは、同じくクオリティ・コミックス出身のプラスチックマンも登場する。
原作でのメンバーは、
- アンクルサム
- ファントムレディ
- レイ
- ブラックコンドル
- ヒューマンボム
- ファイアブランド

などで、ヴァージョンや年代、舞台となるアースなどでメンバーは異なる。

## 他メディア
アニメ『バットマン:ブレイブ&ボールド』
愛国心を持つヒーローが集まったチームと説明された。
その際のメンバーは以下の通り。
- アンクル・サム（声 - 御友公喜/英 - ピーター・レナデイ）
- ドールマン（声 - ジェイソン・C・ミラー）
- ブラックコンドル（声 - ジェイソン・C・ミラー）
- ヒューマンボム
- レイ（声 - トム・ケニー）
- ファントムレディ（声 - 谷口佳子/英 - ホープ・レヴィー）